# 仏教治国策
仏教治国策（ぶっきょうちこくさく）は、中国・隋の文帝の特徴的な仏教政策を指す。文帝は、自らを「菩薩戒仏弟子皇帝」と称して、もともとの廃仏政策を改めて仏教信仰に篤く、舎利を頒布するなど内外社会への仏教普及を実践し、文帝の後の煬帝も『隋書』倭国伝に「菩薩天子、重ねて仏法を興すと」とある通りの天子として倭国に認識されていた。

## 概要
隋に先立つ北周では、第3代皇帝武帝の時代に、儒教・仏教・道教の三教に対する宗教政策（文教政策）の論議が盛んに行われていた（三教談論）。その後、親政を執った武帝は古代の周朝への復古主義を唱え、仏教・道教の二教を廃し、儒教のみを尊重した。仏教・道教の廃教政策は、寺院と道観が抱える財力や人力を、対外戦争に活用することが目的であった。
その武帝亡き後の政権争いに勝利し、隋朝を建てた文帝は、一転して仏教・道教の部分的な復興という政策を採った。さらには、仏教を主とし、儒教・道教を副として扱う仏教治国策を始めた。
具体的な施策としては以下が挙げられる。
- 国寺としての大興善寺を国都の大興城の中心に建立
- 「五衆」や「二十五衆」と呼ばれる教化担当の僧官の設置
- 晩年の仁寿年間（601年 - 604年）の、全国諸州への舎利塔建立

このような政策は、続く唐朝や武則天、さらには日本の奈良時代の仏教政策に受け継がれることとなる。ただし、同じ李姓であった老子を祖と仰ぐ唐朝は、仏教の地位を道教の下に置き、同じく仏教を道教の上に置いた武則天の治世も短命に終わったため、中国史上において、仏教治国策は特異な政策といえる。
同じく奉仏皇帝として知られる梁の武帝と対比的に語られることが多い。しかし、梁の武帝の場合は皇帝の個人的な信仰に基づく修功徳行為に対し、隋の仏教治国策は、公共事業としての仏教施設建立や、農民への宗教政策など、国家全体の政策として取り組まれていた点が大きく異なる。